# Xyris graminosa
Xyris graminosa là một loài thực vật hạt kín trong họ Hoàng đầu. Loài này được Pohl ex Mart. miêu tả khoa học đầu tiên năm 1841.